# Servitenkloster Halberstadt

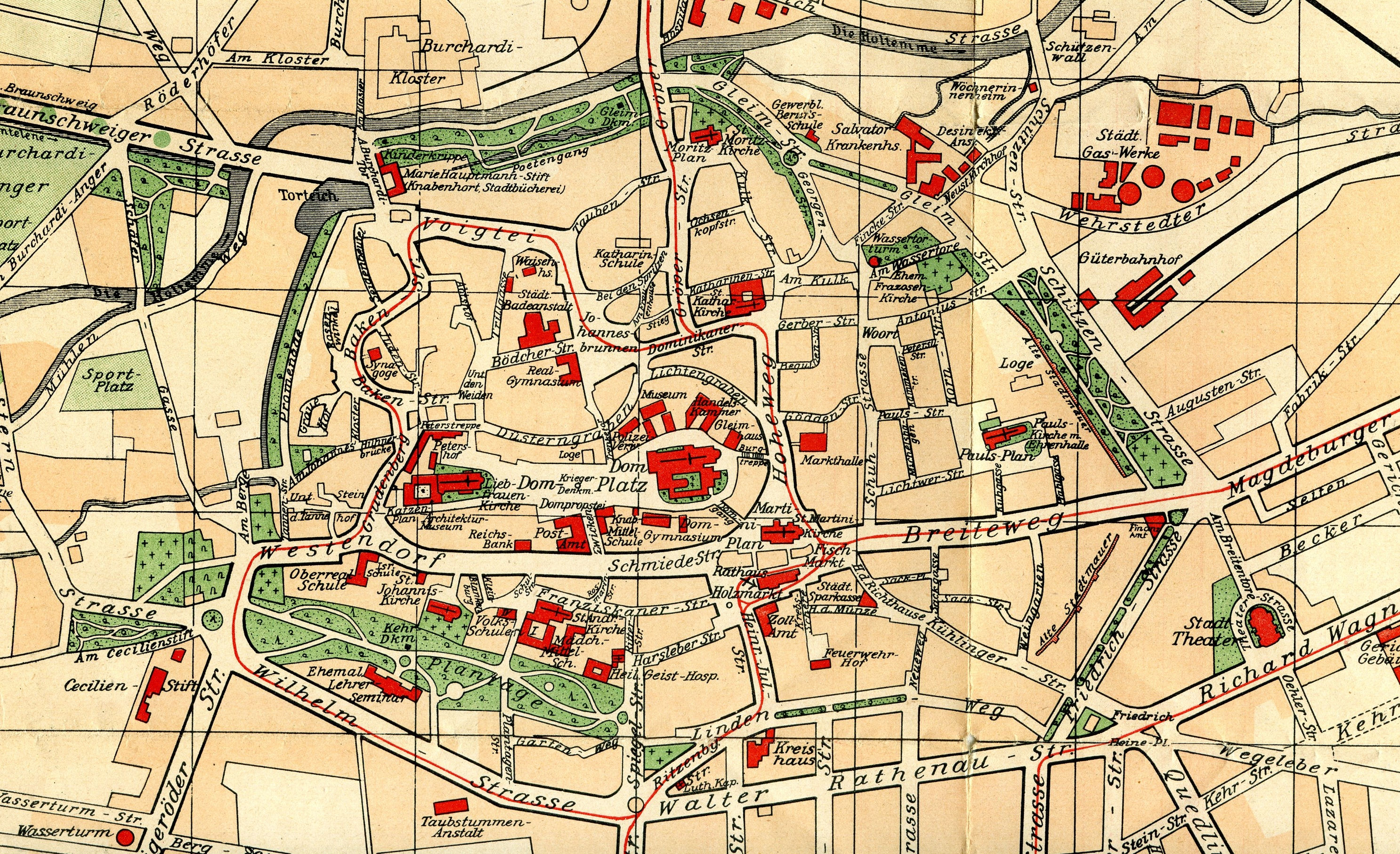
Innenstadtplan von Halberstadt 1895

Das Servitenkloster Halberstadt war eine Niederlassung des Servitenordens in Halberstadt (Sachsen-Anhalt). Das Kloster wurde 1297 (oder kurz zuvor) gegründet, wahrscheinlich von Mönchen des Servitenklosters Hasselfelde, und wurde 1534 aufgelöst.

## Lage
Die Klostergebäude lagen am Wassertor außerhalb der alten Stadtmauern in der neuen Stadt, vermutlich im Bereich nördlich der Gleimstraße, vermutlich an der Abzweigung der Straße Am Neustädter Kirchhof. Da in einer Urkunde ein Stück Land beschrieben wird, das westlich an das Klostergelände anschloss und bis zur Holtemme reichte, kann es sich nur um diesen Bereich der Neustadt gehandelt haben. In einer anderen Urkunde wird berichtet, dass das Kloster in der Nähe der Pfortenmühle lag. Es wäre denkbar, dass der Neustädter Kirchhof aus diesem Klostergelände heraus entstand, denn die Serviten hatten auch ihren eigenen Kirchhof (1490 erwähnt) im Klostergelände.

## Geschichte
Aufgrund seiner Lage in der Neustadt wurde das Servitenkloster Halberstadt bzw. die Serviten selber auch vulgo zu den neuen Brüdern, novi fratres, auch fratres in nova civitate, Brudern in nygenstadt und Nauwenbrudern genannt. Über den Zeitpunkt der Gründung der Servitenniederlassung in Halberstadt gibt es in der Literatur unterschiedliche Meinungen. In der neueren Literatur wird davon ausgegangen, dass sie einige Zeit (Jahre?) vor 1298 erfolgt sein muss. Das Patrozinium der Klosterkirche ist nicht überliefert. Nach Angela Koch war es wahrscheinlich der Heiligen Maria geweiht.
Im Jahr 1294 (ohne Monats- und Tagesdatum) machte der Halberstädter Bürger Gottfried von Oscherleben dem Rat der Stadt eine größere Stiftung, aus der verschiedene Halberstädter Institutionen jährliche Spenden bekommen sollten. Darunter ist auch das neue Kloster (novum claustrum) genannt, das jährlich 5 Schillinge bekommen sollte. Leider fehlt jeder Hinweis auf die Ordenszugehörigkeit dieses neuen Klosters. Explizit und namentlich genannt sind in der Urkunde die Franziskaner- und Dominikaner-Konvente sowie St. Burchardi, das Hospital und das Leprosorium außerhalb der Stadtmauern, das heißt diese Konvente bzw. Institutionen können mit dem neuen Kloster nicht gemeint sein. Nach dem Index des Urkundenbuchs der Stadt Halberstadt zu schließen, identifizierte Gustav Schmidt dieses neue Kloster mit dem Servitenkloster, denn er führt die betreffende Urkunde unter dem Kloster der Marienknechte auf der Neustadt auf. Ist diese Identifizierung korrekt, würde das die Gründung des Halberstädter Servitenkonvents auf mindestens 1294 vor verlegen.
In einer Urkunde vom 25. März 1298, die der Erzbischof Burchard von Magdeburg und die Bischöfe Bruno von Naumburg, Albrecht von Meißen, Heinrich von Merseburg, Volrad von Brandenburg und Johann von Havelberg gemeinsam ausstellten, wird das Kloster der Serviten als novella plantatio bezeichnet. Auch diese Urkunde zeigt, dass das Kloster bis spätestens 1297 (oder einige Jahre früher) gegründet worden war. In der Urkunde gewähren die Aussteller der Urkunde dem neuen Kloster einen Ablass von 40 Tagen. Am 7. Januar 1300 folgte Bischof Hermann von Halberstadt und gewährte seinerseits dem neu gegründeten Kloster der Marienknechte einen Ablass und bestätigt die Indulgenzen des Erzbischofs und der obigen Bischöfe. Schließlich nahm Papst Bonifatius VIII. das neue Kloster der Marienknechte in Halberstadt am 13. April 1302 in seinen Schutz.
Aufgrund der zeitlich raschen Abfolge der beiden Klostergründungen der Serviten in Himmelgarten bei Nordhausen (vor 1295) und in Halberstadt, und der Aufgabe des Klosters in Hasselfelde (ab 1295) haben manche Historiker vermutet, dass die Halberstädter Gründung (und auch die Gründung in Himmelgarten bei Nordhausen) durch Hasselfelder Mönche erfolgte. Zinkl nahm an, dass Bischof Hermann im Vereine mit Siegfried von Blankenburg die Serviten vom Paradieskloster in Hasselfelde nach Halberstadt rief. Allerdings fehlt für diese Behauptung ein jeglicher Beleg.
Die neue Gründung in Halberstadt scheint sehr erfolgreich gewesen zu sein, denn schon am 16. Februar 1306 konnte das Servitenkloster in Halberstadt den Antoniushof und ein Stück Land an der Holtemme in der Neustadt, die sich westlich an ihr Kloster anschlossen für 14 Mark Silber Stendaler Währung von Bischof Albrecht und dem Domkapitel in Halberstadt kaufen. Am 9. Juni 1306 bestätigte der Rat und die Bürgerschaft der Stadt diesen Verkauf und verkaufte ihrerseits ihren Anteil und ihre Rechte für 25 Mark Silber an das Kloster.
Am 2. Februar 1308 kaufte das Kloster der Marienknechte eine Hufe mit allen Rechten in Ober-Rundstedt von Graf Heinrich von Regenstein und seiner Frau Elisabeth, mit Zustimmung ihrer Kinder Heinrich, Odelrich/Ulrich, Sifrid, Gerhard und Mechthild, für 22 Mark Silber. Die Hufe brachte immerhin 14 Malter Korn jährlichen Zins.
Herzog Rudolf von Sachsen-Wittenberg schenkte am 25. September 1309 dem Kloster der Marienknechte in Halberstadt drei Höfe und fünf Hufen in Kochstedt. In einer Urkunde ausgestellt am 19. August 1310 verzichtete Graf Otto von Falkenstein auf alle Ansprüche an die fünf Hufen und drei Höfe in Kochstedt, die das Kloster der Marienknechte erworben hatte.
Am 12. Februar 1313 verkaufte das Kloster der Marienknechte dem Stift Halberstadt eine Hufe in Ver-Neinstedt (wüst gefallen, lag östlich von Schlanstedt). Das Stift machte den Kauf allerdings am 1. Januar 1317 wieder rückgängig, weil die Hufe Lehen war.
Am 17. Dezember 1315 schenkte das Kloster Hadmersleben dem Kloster der Marienknechte in Halberstadt den Zehnten von dessen wüster Hofstelle in Ver-Neinstedt.

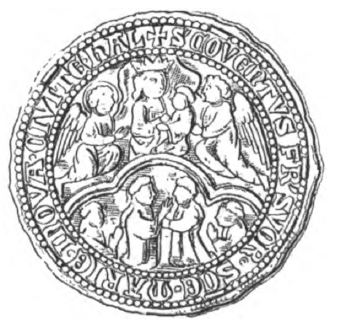
Siegel des Servitenklosters Halberstadt von 1324

1324 überließen Prior Johannes und der Konvent der Serviten in Halberstadt dem Kanoniker Johann von Reinstedt von S. Bonifatius eine Hufe in Ober-Runstedt (wüst ¾ Stunde westlich von Halberstadt).
1406 verließen der Servit Hoyer Roem und Nicolaus Luley aus dem Johanniskloster ihre Orden, vermutlich unter dem Einfluss von Jan Hus in Prag und John Wyclif, und nahmen weltliche Kleidung an. Letzter nahm auch das Siegel seines Ordens mit und benutzte es bei Rechtshandlungen und hielt sogar Gottesdienst.
1416 (12. März) schenkten Lüdeke Hake, sein Bruder und der Sohn seines Bruders dem Servitenkloster in Halberstadt einen jährlichen Zins von sieben Schillingen aus einer Hufe auf der Feldmark Dingelstedt zu einer Seelmesse.
Der Scholasticus Heise Vunke von Unser Lieben Frauen zu Halberstadt verfügte 1428 in seiner Funktion als Testamentsvollstrecker des Domdekans Conrad von Driburg, dass der Ertrag von dessen Stiftung, nämlich 12 ½ Mark, der Dom jährlich 2 ½ Mark zur Feier seiner Memorie um Bonifatii, 8 Malter Weizen zu einer Armenspende und eine Mark zum Matthias-Feste erhält. Unser Lieben Frauen erhielt 1 ½ Mark zur Memorie und eine Mark zum Feste S. Petri. Die Kirchen S. Johann, S. Bonifatii und S. Pauli erhielten je 25 Schilling zur Memorie. Die Klöster der Prediger, der Barfüßer, der Marienknechte, die Kirchen S. Nicolai und S. Jacobi erhielten je einen Ferding. Die Hospitäler S. Spiritus, S. Alexii, S. Georg, S. Johann und der Siechenhof erhielten je drei Schillinge. Nach Heises Tode sollten seine eigenen Testamentsvollstrecker, später das Kapitel U. L. Frauen die Verwaltung des Testaments übernehmen. Nach einer etwaigem Ablösung der Zinsen soll das Geld, mit Zustimmung von zwei Domherren und je einem Kanoniker von S. Johann, S. Bonifatii und S. Pauli, wieder angelegt werden.
Am 26. Mai 1439 bestätigte der Provinzial des Servitenordens Sander eine Brüderschaft zwischen dem Servitenkloster in Halberstadt und der Gesellschaft der Müller- und Bäckerknechte in Halberstadt.
1486 besuchte der Generalprior der Serviten Antonius Alabanti die Ordensprovinz Alamania und hielt im Konvent in Germersheim ein Provinzialkapitel ab. Dazu wurde auch ein Register erstellt, das die Anzahl der Mönche, die Kirchengeräte und die Einkünfte der jeweiligen Klöster fest hielt, außerdem die Abgaben der einzelnen Kloster an die Ordenszentrale. Das Kloster in Halberstadt musste 8 Gulden abgeben. Nach dem Register des Antonio Alabanti zählte der Konvent in Halberstadt elf Priestermönche. Novizen oder Kleriker gab es keine im Kloster. Von den Priestermönchen waren sechs Terminierer, die in ihren Terminierbezirken (Bettelbezirken) Gaben einsammelten. Ein Bruder war Pfarrer an einer dem Konvent inkorporierten Pfarrkirche. An Einnahmen hatte das Kloster:
- Geldzinsen von (verpachteten) Äckern und Wiesen in Höhe von 4 Gulden
- Fruchtzinsen aus dem Dorf Hokstat in Höhe von 24 Malter Roggen und Weizen
- Nicht regelmäßige Einkünfte und Vermächtnisse zu 15 Gulden (mehr oder weniger)
- der erste Terminierbezirk brachte 8 Gulden
- der zweite Terminierbezirk brachte 8 Gulden
- der dritte Terminierbezirk brachte ebenfalls 8 Gulden
- der vierte Terminierbezirk brachte 7 Gulden und der
- der fünfte Terminierbezirk brachte 30 Malter Getreide

In der Sakristei waren sechs Messkelche, sieben Paces, und zwei silberne Monstranzen vorhanden. Außerdem gab es ein silbernes Reliquiar in Form eines Unterarms mit den Reliquien des Hlg. Sebastian und zwei silberne Ampullen. Messgewänder und Altarbekleidung waren ausreichend vorhanden.
1495 verkündete Bruder Heinrich Kone, Provinzial-Vikar des Minoriten-Ordens für Sachsen, die Verbrüderung des Ordens mit dem Servitenkloster Halberstadt.
Noch 1519 vermachte Hermann Protzel dem Kloster der Marienknechte eine jährliche Gabe von ½ Gulden; dafür sollten die Mönche eine Memorie für ihn feiern.
1534 übergab der letzte Prior und auch Insasse des Klosters Arnold Arnoldi die Güter und Klostergebäude in die Hände von Kardinal Albrecht, der zu dieser Zeit auch Administrator des Bistums Halberstadt war. Damit war das Servitenkloster in Halberstadt erloschen. Arnold Arnoldi starb vier Jahre später 1538.

## Priore
- 1313 Godeschalcus/Gottschalk, Prior, Ulricus provincialis[16]
- 1319 Werner von Blankenburg, Prior[34][35]
- 1324 Johann, Prior[36][22]
- 1380 Conrad von Plaue[37]
- 1431 her Johan Smed und her Herman von Brunswick, Brüder des Servitenordens[38]
- 1439 Clawes Gardelege, Prior[39]
- 1462 Jordanus, Prior[40]
- 1477 Wenzeslaus (Pruss), Prior, er war 1486 Provinzial und saß in Großenhain, Johannes Wedderstrof, Subprior[41]
- 1486 Henricus de Vach, Prior[42]
- 1531–1534 Arnoldus Arnoldi de Stolberg, Prior und letzter Insasse des Klosters

## Gebäude
Von den Gebäuden des Klosters ist oberirdisch nichts erhalten.